# Chefferie supérieure du canton Bakoko
La chefferie supérieure du canton Bakoko est une chefferie traditionnelle du 1er degré au Cameroun située dans le département du Wouri, dans l'arrondissement de Douala III à Japoma. C'est l'une des chefferies traditionnelle des six cantons du Wouri,.

## Géographie
Le canton Bakoko situé dans la ville de Douala, est délimité au Nord-Est par la localité de  Massoumbou, au Nord et à l'Ouest par les trois villages Nyalla, Ndogpassi et Ndoghem, au Sud et à l'Est par Dibamba. Le canton est constitué de sept villages communément appelés « Miting Zangwa » ayant à leur tête des chefs supérieurs de 3ème degré,. 

## Dynastie
Le groupement de Bakoko est classé au 1er degré par l'Arrêté n°019/CAB/PM du 07 février 1981 déterminant les groupements traditionnelles de 1er degré au Cameroun. 
Erick Jamil Songue est l'actuel chef supérieur du peuple Bakoko depuis le 27 février 2023 ayant succédé à son père Madiba Songue. Ce dernier, décédé de suite de maladie est le 16e roi de la dynastie des Kate. Il a régné de 1992 à 2022.